# Mungeli
Mungeli è una suddivisione dell'India, classificata come municipality, di 27.387 abitanti, situata nel distretto di Bilaspur, nello stato federato del Chhattisgarh. In base al numero di abitanti la città rientra nella classe III (da 20.000 a 49.999 persone).

## Geografia fisica
La città è situata a 22° 4' 0 N e 81° 40' 60 E e ha un'altitudine di 287 m s.l.m..

## Società

### Evoluzione demografica
Al censimento del 2001 la popolazione di Mungeli assommava a 27.387 persone, delle quali 14.161 maschi e 13.226 femmine. I bambini di età inferiore o uguale ai sei anni assommavano a 3.587, dei quali 1.897 maschi e 1.690 femmine. Infine, coloro che erano in grado di saper almeno leggere e scrivere erano 18.791, dei quali 11.012 maschi e 7.779 femmine.